# Mionica (wieś)
Mionica (cyr. Мионица) – wieś w Serbii, w okręgu kolubarskim, w gminie Mionica. W 2011 roku liczyła 1569 mieszkańców.